# Tratado Gual-Molina
El Tratado de Unión, Liga y Confederación Perpetua entre Colombia y las Provincias Unidas de Centroamérica fue un acuerdo de colaboración y alianza firmado el 15 de marzo de 1825 entre la Gran Colombia y las Provincias Unidas del Centro de América, representadas respectivamente por los Ministros Plenipotenciarios Pedro Gual y Pedro Molina Mazariegos.
Este tratado tenía como objetivo mantener una alianza que les garantizara a ambas naciones permanecer independientes y libre de cualquier injerencia de potencias extranjeras, aunar fuerzas en caso de ataque o invasión, reconocerse entre ellas como naciones soberanas, garantizar mutuamente la integridad de sus territorios por medio del uti possidetis iuris, y establecer nuevos pactos que pudiesen mejorar las relaciones bilaterales.
Este acuerdo fue uno de los precedentes para la convocatoria al Congreso de Panamá de 1826.